# Ericus Othonis
Ericus Othonis, död 2 februari 1636 i Östra Tollstads församling, Östergötland, var en svensk präst.

## Biografi
Ericus Othonis blev 1585 komminister i Vadstena församling och underskrev Uppsala mötes beslut 1593. Han blev 1601 kyrkoherde i Östra Tollstads församling och stannade där fram till 1620, då hans son tog över tjänsten. Othonis avled 1636.

### Familj
Othonis fick en son kyrkoherden Petrus Erici Wadstenensis (död 1622) i Östra Tollstads församling.